# Pelidnota fabricelavalettei
Pelidnota fabricelavalettei är en skalbaggsart som beskrevs av Soula 2009. Pelidnota fabricelavalettei ingår i släktet Pelidnota och familjen Rutelidae. Inga underarter finns listade i Catalogue of Life.